# Sociedade Educacional Três de Maio
A Sociedade Educacional Três de Maio (SETREM) é uma instituição de ensino localizada na cidade de Três de Maio, no estado do Rio Grande do Sul. Iniciou suas atividades em 1922, pela iniciativa dos primeiros imigrantes alemães que chegaram à região. 
A SETREM, de natureza jurídica de direito privado, sem fins lucrativos, instituída em 06 de outubro de 1970, possui seu Contrato Social de constituição registrado no Cartório de Registro Civil das Pessoas Jurídicas da Comarca de Três de Maio, sob nº 102, fl. 51 do Livro A-1, datado em 18 de abril de 2000.
Em 22 de setembro de 1950, com apoio dos membros da Comunidade Evangélica São Paulo, foi fundada a Mantenedora SETREM, que atualmente possui duas mantidas:
- Centro de Ensino, que oferece Educação Infantil, Ensino Fundamental, Ensino Médio, Ensino Técnico, Especialização Técnica e Centro de Idiomas;
- Faculdade Três de Maio, que oferece Educação Superior, Especialização, Iniciação Científica e Extensão.
A Unidade São Paulo é uma estrutura moderna que contempla toda a Educação Infantil (Creche e Pré-escola). Possui salas tematizadas, espaços internos e externos para a aprendizagem lúcida. O foco educacional é o bem-estar da criança em turno parcial e integral.
Com uma área total de 451 mil m², o Campus é a unidade principal da Setrem e abriga os níveis de Ensino Fundamental, Médio, Técnico, Superior, Especialização, Iniciação Científica, Extensão e Centro de Idiomas. No campus, os estudantes possuem mais de 50 espaços de aprendizagem e recreação, compartilhados por todos os níveis de ensino. 
A inserção regional da Faculdade SETREM está comprometida com o desenvolvimento local do município sede e de outros municípios que fazem divisa com Três de Maio, através da formação e qualificação de profissionais norteada pela excelência no ensino, que lhes possibilite intervir na realidade e de empreenderem programas e projetos que agreguem valor à sociedade e auxiliem o Estado a responder a crise recente. Evidencia-se, neste cenário, a necessidade vital da instituição apoiar a comunidade local com projetos de extensão, fazendo jus aos pilares da responsabilidade social e comunitária defendidos pela IES em sua longa história de inserção regional.
A Faculdade Três de Maio - SETREM, mantida pela Sociedade Educacional Três de Maio - SETREM, iniciou as atividades no Ensino Superior em 1973, quando se deu a incorporação do Curso Superior da Faculdade de Administração Três de Maio, por convênio firmado entre a Prefeitura Municipal de Três de Maio, que possuía o curso de Administração no município como extensão da Universidade Federal de Santa Maria - UFSM.
Em 1970 iniciaram as atividades do Curso Superior de Administração, como extensão da UFSM. Três anos depois, em 1973, a UFSM homologa transferência do Curso Superior de Administração para a SETREM. Com isso, a SETREM torna-se a primeira Escola da Associação das Escolas Evangélicas a manter um curso em nível de 3º Grau. Em 1976 é criada a Faculdade de Administração Três de Maio, totalmente sob-responsabilidade da SETREM.
Após sua constituição, seguiram-se alguns anos até que, a partir do início dos anos 1990, a IES iniciou um processo de expansão, conforme se observa a seguir:
1998 - Protocolados junto ao MEC  os projetos para autorização dos Cursos Superiores de Bacharelado em Sistemas de Informação e Licenciatura Plena em Pedagogia.
1999 - Efetiva-se a implantação dos Cursos de Bacharelado em Sistemas de Informação e Licenciatura Plena em Pedagogia.
2000 - Realização do 1º Curso de Pós-Graduação em nível de Mestrado (stricto Sensu), Minter em Ciência da Computação, em convênio com a Universidade Federal de Santa Catarina - UFSC. Neste mesmo ano, é protocolado o Projeto do Curso de Bacharelado em Enfermagem.
Ainda em 2000, a SETREM assinou convênio com o PROEP – Programa de Reestruturação e Expansão do Ensino Profissionalizante, da SEMTEC/MEC, que proveu a instituição com investimentos na ordem de R$ 2.000.000,00, para ampliação e modernização dos ambientes necessários para a formação básica e técnica dos cursos Técnicos em Agropecuária e Informática. Para a formação básica foram estruturados novos laboratórios de Biologia/Química, Microbiologia, Física/Termodinâmica, Laboratório de Solos, com seus respectivos equipamentos e materiais.
2002 - Realização do Curso de Pós-Graduação em nível de Mestrado (Stricto Sensu), em Engenharia de Produção, em convênio com a Universidade Federal de Santa Maria - UFSM.
2003 - Reconhecido o Curso de Licenciatura Plena em Pedagogia (Portaria nº 2.270, de 03/08/2004, publicada no D.O.U. em 05/08/2004) e Bacharelado em Sistemas de Informação (pela Portaria nº 3014, publicado no D.O.U. em 24/10/2003) e autorização dos Cursos de Bacharelado em Engenharia da Produção (Portaria nº 153, de 12/01/2004, publicada no D.O.U. em 13/01/2004) e Normal Superior - Licenciatura.
2004 - SETREM recebe o Prêmio Medalha da Qualidade do PGQP RS - Prêmio de Responsabilidade Social.
2005 - Programa Social Inclusão Digital recebe Prêmio Pena Libertária do SINPRO/RS; SETREM assina convênio com o Governo Federal para execução do Programa Escola de Fábrica; Prêmio de Responsabilidade Social; Inauguração das novas instalações da Biblioteca José de Alencar; Lançamento do Livro de Metodologia da Pesquisa - Normas para Apresentação de Trabalhos - SETREM e do Projeto Pedagógico (PP); Reconhecimento do curso de Bacharelado em Enfermagem (Portaria nº 2999, de 30/08/2005 no D.O.U. em 1º/09/2005).
2006 - Reconhecido o Curso Normal Superior - Convênio do Programa Alfabetiza Rio Grande, juntamente com as 17ª e 21ª Coordenadorias Estaduais de Educação e a UNESCO.
2007 - Conquista do Troféu Bronze do Programa Gaúcho de Qualidade e Produtividade (PGQP); Autorização do Curso de Psicologia (Portaria nº 349, de 23/04/2007, publicada no D.O.U. em 24/04/2007); Recredenciamento da Faculdade Três de Maio, com conceito 4 (forte) junto ao MEC.
2008 - Prêmio Destaque em Comunicação SINEPE; Reconhecimento do Curso Superior de Tecnologia em Redes de Computadores (Portaria nº 400, de 28/08/2008, publicado no D.O.U. em 29/08/2008).
2009 - Autorização do funcionamento dos Cursos de Bacharelado em Agronomia (Portaria 278, de 03/03/2009, publicada no D.O.U. em 05/03/2009) e Tecnologia em Design de Moda (Portaria nº 302 de 10/12/2009, publicada no D.O.U. em 15/12/2009). Neste mesmo ano, a Faculdade Três de Maio consolidou-se, a partir da avaliação do INEP/MEC, como a melhor Faculdade da Região Fronteira Noroeste do RS, pois, pelo segundo ano consecutivo, obteve a maior pontuação, dentre as Faculdades desta região.
2011 - A IES teve renovado os reconhecimentos dos Cursos de Bacharelado em Administração e Licenciatura Plena em Pedagogia, bem como obteve o reconhecimento do Curso de Bacharelado em Psicologia (Portaria nº 11, de 02/03/2012, publicada no D.O.U. em 06/03/2012, com Conceito 4 (forte). Ainda, a IES obteve o seu recredenciamento.
2012 - A IES teve renovado os reconhecimentos dos Cursos de Bacharelado em Engenharia de Produção, Licenciatura Plena em Pedagogia, Bacharelado em Sistemas de Informação e Tecnologia em Redes de Computadores.
2014 - Foram reconhecidos pelo MEC os cursos de Bacharelado em Agronomia (Portaria nº 433, de 30/07/2014, publicada no D.O.U. nº 146 de 1º/08/2014) e Tecnologia em Design de Moda (Portaria nº 427, de 29/07/2014, publicada no D.O.U. em 31/07/2014). Também, foi autorizado o 10º curso da Instituição, Tecnologia em Laticínios (Portaria nº 671, de 11/11/2014, publicada no D.O.U. em 12/11/2014).
2016 – Conforme a Portaria nº 720, de 20/07/2016, publicada no D.O.U. em 21/07/2016, a IES foi recredenciada.
2017 - É autorizado e inicia-se o funcionamento do curso de Bacharelado em Direito (Portaria nº 393, de 04/05/2017. Publicada no D.O.U. em 05/05/2017).
2019 - Autorização do curso de Bacharelado em Engenharia de Computação (Portaria nº 513, de 19/07/2018. Publicada no D.O.U. em 05/05/2017), sendo que seu funcionamento teve o ingresso da 1ª turma em 2020.
2020 - A pandemia do coronavírus acontece, a IES busca imediata adaptação às aulas online, capacitando professores e estudantes. Inicia-se na SETREM um movimento de efetivação do ensino híbrido.
2021 - A SETREM protocola o credenciamento para EAD.
Atualmente, a SETREM oferece à comunidade 7 (sete)  Cursos de Graduação;
a)   Bacharelados: Administração, Agronomia, Enfermagem, Engenharia de Computação, Psicologia e Sistemas de Informação e
b)   Licenciatura: Pedagogia.
Além disso, oferece cursos de pós-graduação (lato sensu) e extensão, nas áreas de Administração, Engenharia, Informática, Saúde e Educação.
Em 100 anos de história, a Setrem já fez a diferença na vida de mais de 8 mil alunos, desde a Educação Infantil à Pós-graduação. É uma instituição educacional altamente preocupada com o ensino e a educação como um todo, atuando em mais de 25 cidades da região Noroeste do Rio Grande do Sul.
A Região Fronteira Noroeste do Estado do Rio Grande do Sul possui uma tradição histórica de mobilização comunitária para pensar e construir suas alternativas de desenvolvimento. Isso decorre, em grande parte, do perfil étnico-cultural da população que acorreu nessa região a partir do processo de colonização implementado.
A colonização, com base na agricultura familiar, no pequeno comércio e na indústria familiar tradicional, desenvolveu um modelo de organização social fundado em pequenas comunidades, na valorização da família, na religião, na educação e na produção articulada com o mercado. A própria comunidade regional dava conta de suas necessidades, especialmente de educação, saúde e lazer, através de organizações sustentadas e geridas pelas lideranças.

O modelo de "modernização da agricultura e agroindústria", implementado na região a partir do final da década de cinquenta e que alcançou seu auge entre as décadas de 60 e 80, começou a apresentar sinais de esgotamento a partir do final da década de oitenta. Os sinais da crise exigiram respostas imediatas da sociedade regional para que fossem pensadas novas alternativas.
As primeiras tentativas de repensar a região diante desses novos desafios ocorreram a partir do final da década de 1980 e sucederam-se durante toda a década de 90. Foram desde a elaboração de diagnósticos, até a realização de seminários envolvendo lideranças representativas de várias instituições na busca de maior clareza sobre o processo em curso e na visualização de possíveis alternativas para superar os problemas existentes.
A preocupação fundamental não girava mais apenas em torno do crescimento econômico como a fórmula mágica capaz de melhorar as condições de vida da população regional, mas volta-se à integração dos recursos e das ações, à distribuição equitativa da riqueza gerada e à questão da sustentabilidade. A ideia de "desenvolvimento harmônico e sustentável" é colocada como prioridade básica, com o envolvimento do Conselho Regional de Desenvolvimento – COREDE, lideranças comunitárias, políticas e empresariais, Sindicatos, Cooperativas e Instituições de Ensino Superior (IES). A SETREM passa a integrar este movimento com bastante afinco, pois entende que tem um compromisso com o desenvolvimento regional.
A possibilidade da construção de projetos de desenvolvimento local e regional está assentada na capacidade dos agentes regionais (econômicos, sociais, políticos e educacionais) interagirem, superando as contradições e resolvendo os conflitos através da articulação dos interesses locais.
A construção dessa nova concepção passa por um processo de aprendizado coletivo no qual os diversos atores estejam dispostos ao diálogo franco e aberto de suas concepções e interesses, sem abdicarem da ideia de um consenso possível para além das diferenças e divergências.
O envolvimento da Instituição em eventos regionais foi crescendo rapidamente, especialmente no período em que o número de cursos de graduação na SETREM foi aumentando e, consequentemente, ampliou-se o número de estudantes de outros municípios vizinhos.
Historicamente, a participação da Faculdade Três de Maio em algumas ações que visam o desenvolvimento regional acontecem através das seguintes ações:
- Participação na Diretoria do Conselho Regional de Desenvolvimento – COREDE Fronteira Noroeste do RS;
- Elaboração, ao lado das outras IES, do Plano Estratégico de Desenvolvimento da Região Fronteira Noroeste;
- Participação nas feiras municipais e regionais com stands que divulgam seus serviços e novas tecnologias;
- Realização de Eventos técnico-científicos nas diversas áreas de atuação que fomentam a circulação de novas tecnologias na Região;
- Realização anual do Salão de Pesquisa SETREM - SAPS, principal evento científico da IES com ampla participação acadêmica;
- Seminário regional com orientadores pedagógicos das escolas privadas e públicas pertencentes à 17ª Coordenadoria Regional de Educação;
- Realização anual do evento Orientação Profissional SETREM - OPS que reúne estudantes da Região dos Anos Finais do Ensino Fundamental e Ensino Médio. O evento tem caráter científico e cultural;
- Participação na comunidade regional através de Práticas Profissionais, Projetos Acadêmicos de Extensão e Estágio que são desenvolvidos nas diversas áreas de atuação da SETREM;
- Dias de Campo nas áreas de: Culturas de Verão, Inverno, Milho e Girassol, Floricultura e Paisagismo e Pecuária para difusão de experimentos e pesquisas com grande participação de produtores e envolvimento de significativos parceiros regionais;
- Edição anual de Workshops sobre Tecnologia da Informação com participação de estudantes e empresas da área;
- Desenvolvimento de atividades de extensão com assessoria à prefeituras, empresas e entidades não governamentais;
- Prestação de serviços à comunidade através da Clínica Escola da Psicologia SETREM – SERCEPS;
- Prestação de serviços à comunidade através do Escritório de Práticas Jurídicas do Curso de Direito;
- Participação nos Conselhos Municipais de Educação, Antidrogas e da Criança e Adolescente;
- Participação no FUNCAP, entidade dedicada à promoção do desenvolvimento regional planejado, através de diversas ações nas áreas: social, comercial, industrial, serviços, cultural e de preservação dos recursos naturais.
Na configuração do seu plano de implantação, os idealizadores e envolvidos na constituição da SETREM, consideraram todos os dados e conhecimentos acerca da realidade regional e brasileira.
Nesse sentido, a IES se inseriu na região sob uma perspectiva que tem como foco três conceitos básicos:
●      A SETREM como meio de capacitação técnica e treinamento de profissionais para instituições, empresas e órgãos;
●      A SETREM como patrimônio público na medida em que desempenhará funções de caráter político e ético na formação de cidadãos;
●      A SETREM como meio para o desenvolvimento econômico, cultural e socioambiental.  
No que diz respeito ao primeiro conceito, há que se considerar que o desenvolvimento econômico está atrelado diretamente à oferta de Educação e, em detrimento, da formação de profissionais para atuar no mercado de trabalho em diversas áreas necessárias ao desenvolvimento socioeconômico e dos serviços básicos à população: saúde, educação, justiça.
Os dados socioeconômicos da região fronteira noroeste, onde está inserida a SETREM demonstram que, mesmo com o grande número de Instituições de Ensino Superior criadas na última década, o problema da qualificação para o mercado de trabalho e a regulação da justiça social persistem.
Dessa forma, a SETREM teve em sua gênese o caráter de não se constituir apenas como mais uma IES implantada no Sul brasileiro, mas como uma IES que tem consciência plena de que seu papel como instituição de ensino superior converge para sua própria consciência de que é preciso melhorar o cenário regional em termos profissionais e sociais para que todos os setores da sociedade e da economia tenham também o desenvolvimento adequado, afinal tudo passa direta ou indiretamente pela Educação.
No que se trata dos futuros cursos planejados para a IES, de diversas áreas do conhecimento, há que sempre se formar profissionais com competências e habilidades necessárias e eficazes para o mercado de trabalho. Nesse viés, além de considerar os dados estatísticos da demanda da região por determinados profissionais, a continuidade do trabalho de expansão da IES dar-se-á a partir da junção dos atores acadêmicos e os agentes dos órgãos, instituições e empresas, públicas e privadas, implantadas no sul do Brasil, numa concepção de agenda que realmente seja voltada ao atendimento das suas demandas por mão de obra qualificada e não apenas “formada”.
No que diz respeito ao segundo conceito norteador, há que se considerar que os dados sócio estatísticos que foram apontados neste capítulo demonstram que há a necessidade de estabelecimento de IES com perspectivas acerca de uma formação ético-política que constitua cidadãos conscientes de seu real papel frente aos anseios sociais. Afinal, só dessa maneira, como já apontamos no capítulo anterior, será possível inserir socialmente aqueles que vivem à margem da sociedade. Ou seja, trata-se de uma singularidade da SETREM a expectativa de que tais problemas não pertencem e não terão solução única e exclusiva na vontade e nos anseios das instâncias públicas, mas no movimento de uma nova sociedade frente aos problemas da vida moderna que gerou uma gama de contextos de desigualdade social. Aliás, diga-se de passagem, o Estado é um dos contextos que mais necessitam de tais perspectivas, pois é um cenário que só é passível de mudança a partir da educação. Da mesma forma, há que se convir a necessária preservação da cultura e do patrimônio ambiental, riquezas que só se preservam mediante a valorização destas em todos os níveis educacionais e a SETREM tem plena consciência de seu papel no que diz respeito a formar cidadãos capazes de intervir positivamente na preservação da sua própria cultura e patrimônio ambiental.
Nesse mesmo viés social, há que se considerar que a SETREM está sediada no Rio Grande do Sul e tem como campo prático para as ações extensionistas voltadas à preservação do patrimônio cultural e ambiental as movimentações culturais e patrimônio sócio-histórico do Estado, bem como a expectativa de continuar o seu trabalho de maneira a regular e valorizar o meio ambiente, considerando o homem como parte dele. Afinal, a IES está inserida em uma região de grande diversidade cultural e de paisagens e tem como um de seus focos a sustentabilidade inserida em seus objetivos institucionais. 
No que tange ao terceiro conceito norteador da SETREM, destaque-se que a IES tem um papel preponderante no desenvolvimento socioeconômico regional na medida em que tem conhecimento acerca da totalidade das suas demandas e necessidades da sua região de inserção. Ou seja, trata-se da relevância do conhecimento da SETREM acerca da sua própria realidade de inserção e das perspectivas socioeconômicas regionais, o que faz com que a IES tenha como norte uma formação integral do indivíduo, capacitando-o a realizar as funções determinadas ao desenvolvimento regional, sob o âmbito de formar o homem como um ser social e histórico-social; social no sentido de que o sujeito tem a consciência de sua relação com o outro e de sua responsabilidade sobre a construção da sociedade em que se insere, histórico no sentido de ser um indivíduo consciente de seu papel na transformação da sua região, da sua história e de outrem.
Assim, a SETREM tem plena consciência de que é necessária em sua região, haja vista a busca por formar um sujeito cidadão no sentido estrito e auxiliar no desenvolvimento socioeconômico, cultural e ambiental, o que requer constituir uma identidade do egresso que se estabelece a partir do percurso formativo de uma profissão/área escolhida e de uma mudança de paradigma social centrado na corresponsabilidade. Essa prática identitária, ao se estabelecer com as perspectivas da cidadania e do construto social, constitui-se também no âmbito das expectativas mercadológicas, haja vista a IES ter como norte a ideia de que a sociedade contemporânea é produzida a partir da indissociabilidade entre as suas perspectivas constituintes: economia, política, mercado de trabalho, comunicação, interação.
Logo, a SETREM, a partir do diálogo constante com o mercado de trabalho e as demandas sociais, econômicas, ambientais e culturais, procura estabelecer práticas de construção de conhecimentos centradas em formar um profissional que seja um valor para as instituições que necessitam de suas competências e habilidades, e não apenas um sujeito capaz de executar uma determinada tarefa.
Enfim, o município de Três de Maio tem se estabelecido como parte importante de um polo regional no Estado -  a região fronteira noroeste, isso sendo demonstrado a partir de dados estatísticos de crescimento nas últimas décadas apontados neste documento; no entanto também a par dos seus inúmeros problemas sociais, a SETREM por sua vez, desde sua gênese se dispôs não apenas a atender as demandas da sua região de inserção, mas de ser, principalmente, partícipe de sua história e, portanto, da sua construção.
A IES possui parcerias com empresas para pesquisas, estágios e aulas práticas e já formou mais de 3,2 mil profissionais.